# 尖头高原鳅
尖头高原鳅（学名：Triplophysa cuneicephala）为輻鰭魚綱鯉形目條鳅科高原鳅属的鱼类，俗名尖头巴鳅、楔头巴鳅，是中国的特有物种。分布于北京的永定河等，多栖息于山区溪流。该物种的模式产地在北京三家店。 此种为第一个由中国学者独立发现、研究的高原鳅鱼类。

## 扩展阅读
維基物種上的相關：尖头高原鳅